# Mary Delany
Mary Delany née Granville, née le 14 mai 1700 et morte le 15 avril 1788, est une illustratrice, femme de lettres et bas bleus anglaise. Elle est connue pour son éloquence et ses tableaux de mosaïques de papier.

## Botanique
À partir de 1768, devenue veuve, Mary Delany passe plus de temps à Bulstrode Park, la maison de son amie Margaret Bentinck, duchesse douairière de Portland. Les deux femmes partagent le même intérêt pour la botanique et partent régulièrement à la recherche de spécimens spécifiques. C'est au cours d'un de ses fréquents séjours à Bulstrode que Marie fait la connaissance de deux botanistes de renom de l'époque, Joseph Banks et Daniel Solander. Ces échanges ont encouragé l'intérêt de Marie pour la botanique, la conduisant à acquérir des connaissances les fleurs qu'elle a représentées dans ses collages en papier découpé.

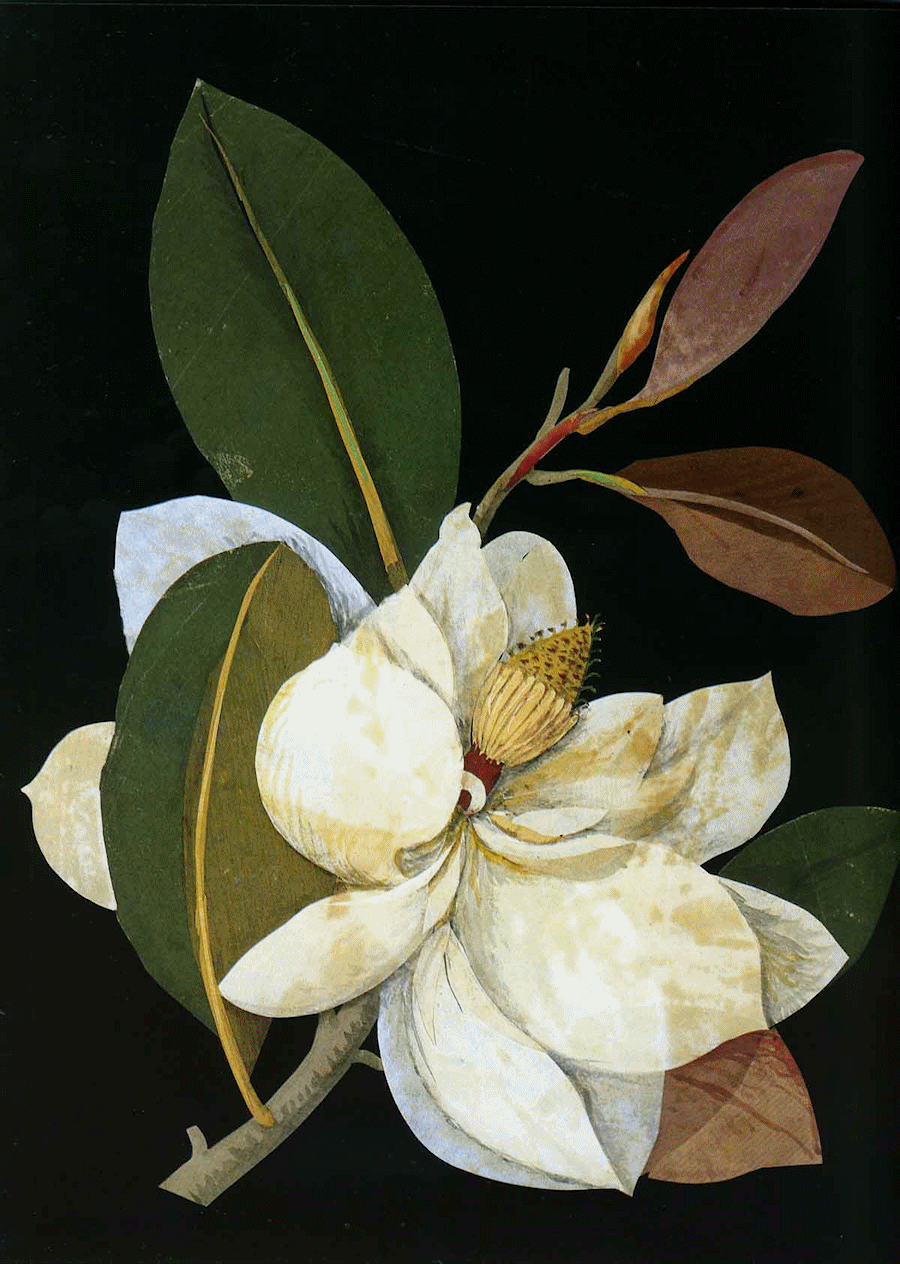
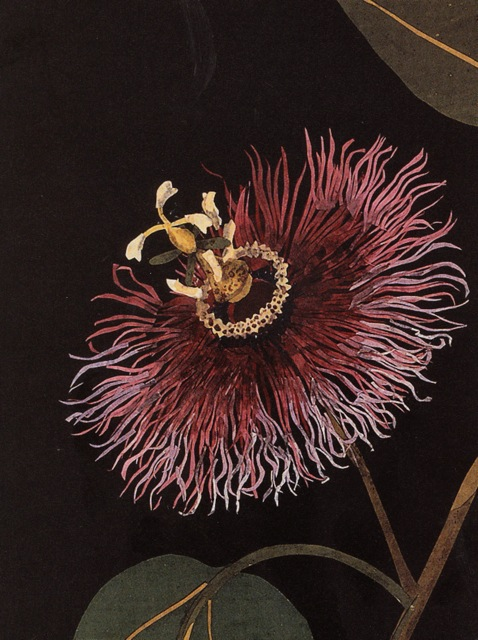
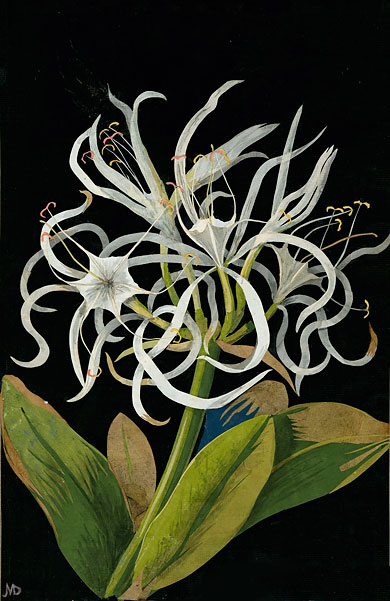
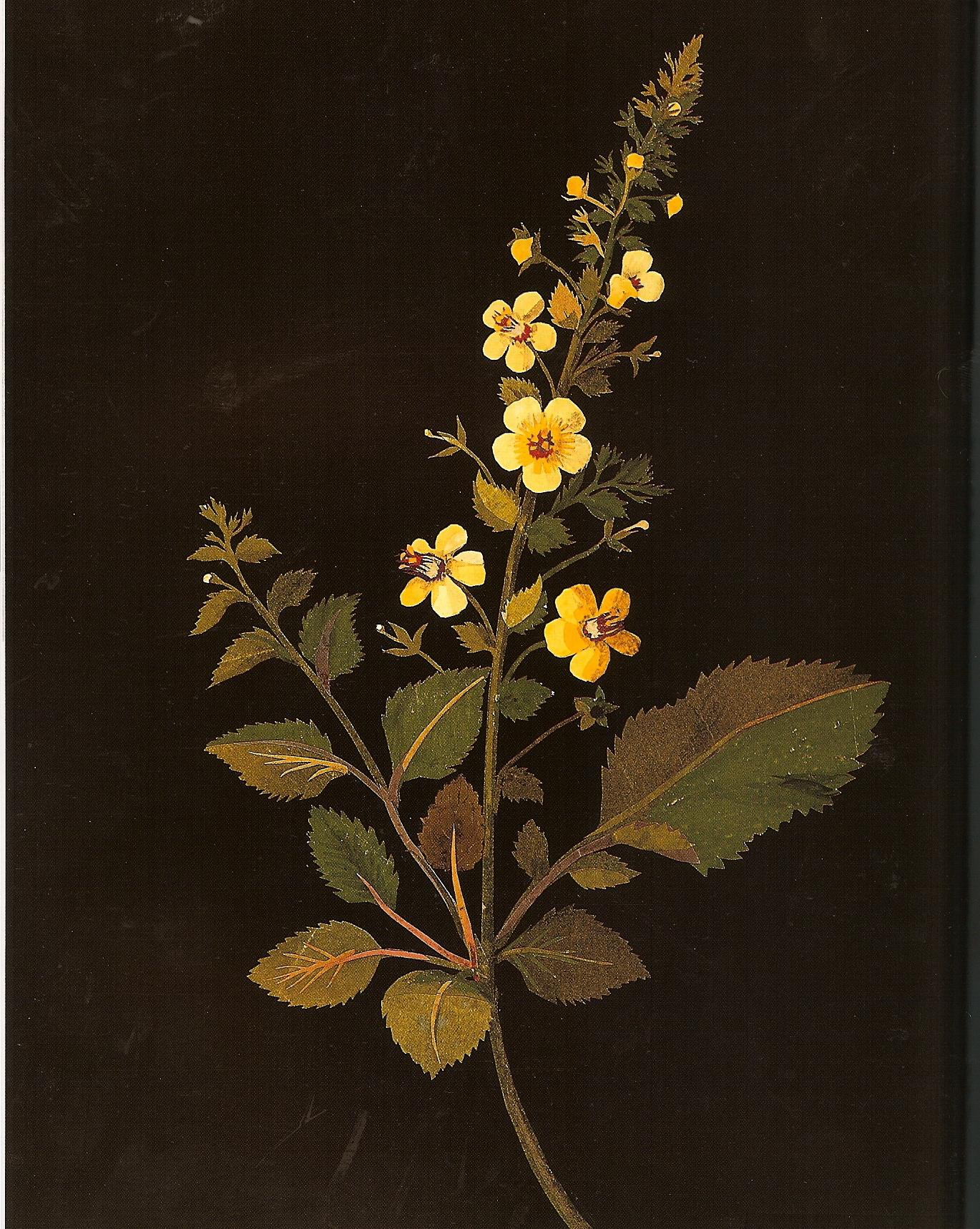
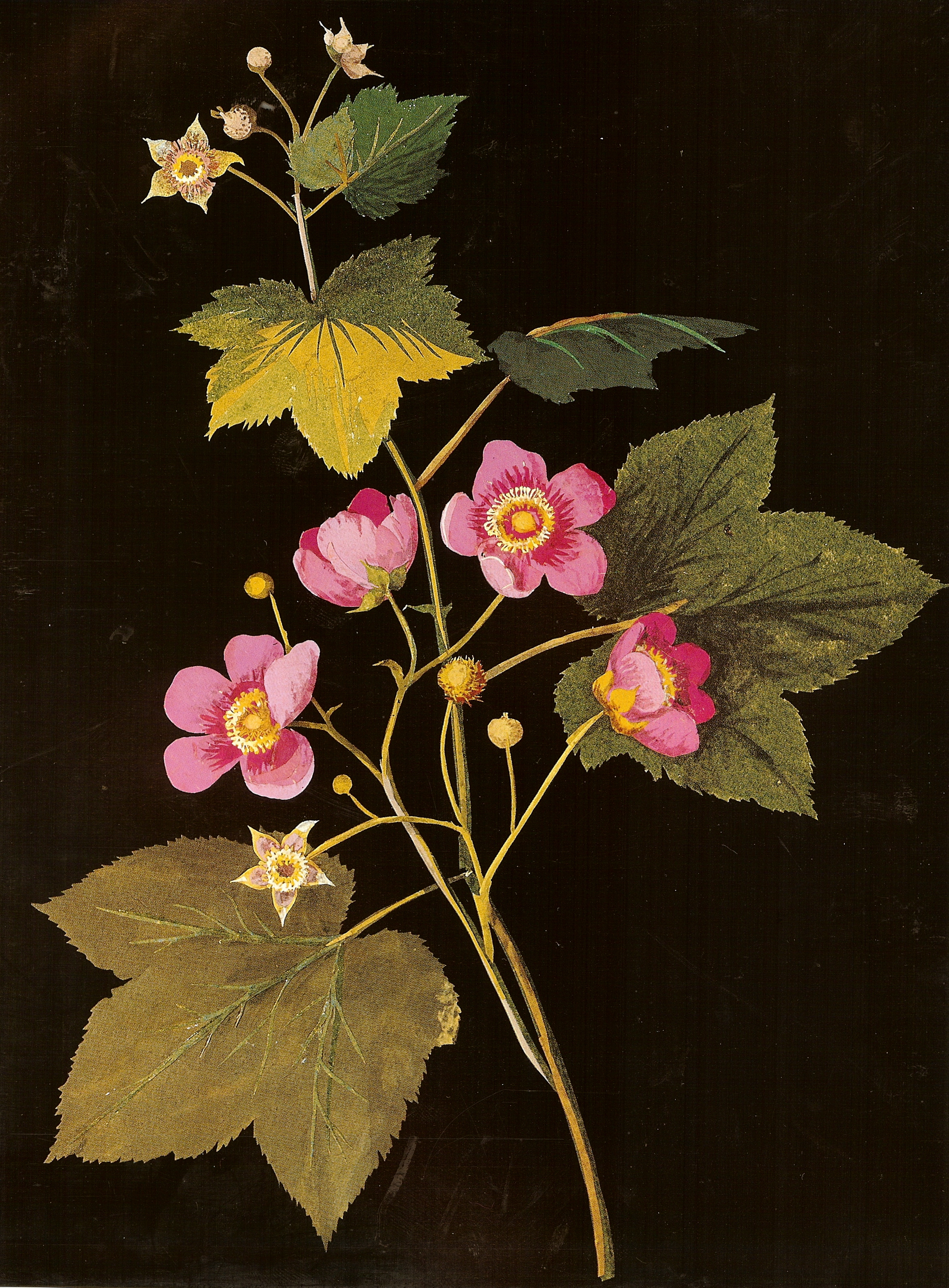